# Grzyby holokarpiczne
Grzyby holokarpiczne – grzyby, u których całe ciało przekształca się w organ rozmnażania. Należą do nich nieliczne gatunki o najprostszej budowie ciała, często jednokomórkowe. Np. w rodzinie Synchytriaceae cała plecha składa się z cyst z zoosporami, które następnie przekształcają się w zarodnie, przedzarodnie, lub w zarodnik przetrwalnikowy. Używa się także nazw grzybnia holokarpiczna i plecha holokarpiczna.
Przeciwieństwem grzybów holokarpicznych są grzyby eukarpiczne składające się z części płodnej, biorącej udział w rozmnażaniu i części sterylnej, czyli płonnej. Do tej grupy należy ogromna większość grzybów.